# Noc róży
Noc róży – piąty studyjny album Shazzy wydany w czerwcu 1996 roku nakładem Blue Star. Płyta zyskała status podwójnie platynowej płyty.

## Lista utworów

### Wersja kompaktowa
1. Intro - 0:56
2. Noc róży - 3:37
3. Nie bądź taki szybki Bill - 2:19
4. Jak kochasz - 3:14
5. W siną dal - 2:58
6. Nieba smak - 3:48
7. Bliżej i dalej - 3:50
8. Gdy mi Ciebie zabraknie - 3:46
9. Czy to grzech? - 2:52
10. Egipskie noce (Dance Mix) - 3:17
11. Ktoś - 4:17

### Wersja kasetowa
Strona A
1. Intro - 0:56
2. Noc róży - 3:37
3. Nie bądź taki szybki Bill - 2:19
4. Jak kochasz - 3:14
5. Nieba smak - 3:48
6. W siną dal - 2:58

Strona B
1. Egipskie noce (Dance Mix) - 3:17
2. Gdy mi Ciebie zabraknie - 3:46
3. Czy to grzech? - 2:52
4. Ktoś - 4:17
5. Bliżej i dalej - 3:50